# 七森由康
七森 由康（ななもり よしやす、1944年4月26日- ）は、大阪府出身の元プロ野球選手（投手/左投げ左打ち）である。

## 来歴・人物
大阪市立西高校を2年で中退し、1962年に読売ジャイアンツへ入団。
最初の2年間は二軍暮らしに終始したが、3年目の1964年に公式戦初登板を果たすと、3試合に先発して2勝1敗の成績を残す。同年のオフに、国鉄スワローズのエースであった金田正一がB級10年選手制度で巨人へ移籍することになる。ここで、国鉄（サンケイ）は金田の見返りに広岡達朗を要求するが、巨人側が拒否したため、代わりに七森が国鉄へ移った。国鉄（サンケイ）では主戦級である背番号20を与えられるなど期待されたが、5試合の登板で未勝利と不本意な結果に終わり、この年のオフに21歳で引退した。
上手投げから、ドロップ・カーブ・シュートを武器とした。

## 詳細情報

### 年度別投手成績
| 年 度    | 球 団         | 登 板 | 先 発 | 完 投 | 完 封 | 無 四 球 | 勝 利 | 敗 戦 | セ 丨 ブ | ホ 丨 ル ド | 勝 率 | 打 者 | 投 球 回 | 被 安 打 | 被 本 塁 打 | 与 四 球 | 敬 遠 | 与 死 球 | 奪 三 振 | 暴 投 | ボ 丨 ク | 失 点 | 自 責 点 | 防 御 率 | W H I P |
| -------- | ------------- | ----- | ----- | ----- | ----- | -------- | ----- | ----- | -------- | ----------- | ----- | ----- | -------- | -------- | ----------- | -------- | ----- | -------- | -------- | ----- | -------- | ----- | -------- | -------- | ------- |
| 1964     | 巨人          | 4     | 3     | 1     | 1     | 0        | 2     | 1     | --       | --          | .667  | 70    | 18.0     | 6        | 0           | 11       | 0     | 1        | 7        | 0     | 0        | 4     | 4        | 2.00     | 0.94    |
| 1965     | 国鉄 サンケイ | 5     | 1     | 0     | 0     | 0        | 0     | 0     | --       | --          | ----  | 35    | 6.1      | 11       | 2           | 4        | 0     | 0        | 2        | 0     | 0        | 10    | 8        | 12.00    | 2.37    |
| 通算:2年 | 通算:2年      | 9     | 4     | 1     | 1     | 0        | 2     | 1     | --       | --          | .667  | 105   | 24.1     | 17       | 2           | 15       | 0     | 1        | 9        | 0     | 0        | 14    | 12       | 4.50     | 1.32    |

- 国鉄スワローズは、1965年5月10日にサンケイスワローズに球団名を変更

### 記録
- 初登板：1964年5月26日、対阪神タイガース8回戦（阪神甲子園球場）、6回裏から4番手で登板・完了、3回無失点
- 初先発・初勝利：1964年6月2日、対広島カープ14回戦（後楽園球場）、5回2/3を1失点
- 初完投・初完封：1964年9月21日、対広島カープ28回戦（広島市民球場）

### 背番号
- 64 （1962年）
- 41 （1963年 - 1964年）
- 20 （1965年）